# 鎮 (高句麗)
鎭（ちん、朝鮮語: 진、? - 408年）は、朝鮮三国時代の高句麗人武将である。壁画に書かれた名前は□□(風化で判読せず)鎭で複姓である。高句麗の「建位將軍，國小大兄，左將軍，龍讓將軍，遼東太守，使持節，東夷校尉，幽州刺史」などを歴任した。1976年に朝鮮民主主義人民共和国平安南道南浦特別市で発見された徳興里古墳の被葬者。

## 姓名
1976年に朝鮮民主主義人民共和国平安南道南浦特別市で発見された徳興里古墳において発掘された墓誌銘によると、墓主の姓は不明だが複姓であることが分かる。名前は鎮である。墓誌銘によると、「□□郡 新都縣 都鄕 □甘里」出身であり、「建位將軍，國小大兄，左將軍，龍讓將軍，遼東太守，使持節，東夷校尉，幽州刺史」を歴任した。□□郡 信都縣 都鄕 中甘里の位置比定については、『高麗史』地理志3の 嘉州 本高麗信都郡という記事に基づき、平安北道吉川市とする説がある。77歳で亡くなり、408年12月25日に徳興里古墳に埋葬された。姓は不明、名前が鎮であることから、研究者によって表記ゆれがあり、門田誠一は「鎮」と表記、李成市は「某鎮」と表記している。

## 人物
1976年に朝鮮民主主義人民共和国平安南道南浦特別市で発見された徳興里古墳の前室北壁の天井部には、14行154字に及ぶ墓誌銘が見出され、それによってこの古墳が、408年に没した「建位將軍，國小大兄，左將軍，龍讓將軍，遼東太守，使持節，東夷校尉，幽州刺史」という官職と複姓を持つ高句麗人、鎮の墓であることが判明した。注目されるのは、この高句麗人が「釈迦文仏弟子□□氏鎮」としるされ、熱心かつ敬虔な仏教信者だったことである。「釈迦文仏」は釈迦牟尼仏の異訳で、田村圓澄が指摘する『弥勒下生経』によった可能性が大である。墓制は漢族式ではなく高句麗式になっており、高句麗人の埋葬品が発見された。

## 出自論争
鎮の姓と出身郡名が不明なことから、鎮の出自について長く論争が続いている。鎮の出自が論争となるのは、鎮が「幽州刺史」などの官職をもつため、鎮が高句麗人であるならば、高句麗が4世紀末から5世紀はじめにかけて一時的であるにせよ、中国幽州を占領していたと解釈することができ、また高句麗が4世紀末から5世紀はじめにかけて全国的に郡県制を施行していたとする主張も可能となる。このことから、「高句麗国家の偉大性」、および高句麗における中国の影響を過小化する北朝鮮は、鎮は高句麗人と強く主張している。
北朝鮮の研究者である朱栄憲（朝鮮語: 주영헌）、朴晋煜（朝鮮語: 박진욱）などは鎮は高句麗人と主張しており、根拠は以下である。
1. 鎮の出身地である新都県は平安北道博川郡、雲田郡に比定される。
2. 高句麗による中国占領時に郡県制で編成されている中国の行政体系を移植し、高句麗も4世紀末から5世紀はじめにかけて全国的に郡県制が施行された。
3. 徳興里古墳の構造・壁画は、漢人や鮮卑の墓制とは異なる典型的な高句麗古墳である。
4. 鎮が統治した幽州13郡75県は中国の幽州とは構成が異なるが、これは、前燕滅亡後の中国東北部混乱時、高句麗が中国の幽州を占領し、370年から376年にかけ、高句麗の幽州として一時的に統治した結果である。
5. 鎮が歴任した官職はすべて高句麗の官職である。

武田幸男、金元龍（ソウル大学）、孔錫亀（朝鮮語: 공석구、ハンバッ大学）、林起煥（朝鮮語: 임기환、ソウル大学）、劉永智（吉林省社会科学院）は、鎮＝高句麗人を批判、鎮は中国人と反論している。
1. 鎮の出身地である新都県は、中国河北安平郡の属県とみるのが妥当である。複姓であることを踏まえると鮮卑族である可能性もある。

門田誠一は、「本来、高句麗社会には存在しなかったと考えられる角杯という外来器物が最初に描かれた徳興里古墳によって、徳興里古墳の墓主であるの『鎮』などによって、外来器物や文化が将来された」と述べている。